# Liste der US-amerikanischen Meister im Halbmittelgewicht (Boxen)
Diese Liste bietet eine Übersicht über alle US-amerikanischen Meister im Halbmittelgewicht:
- 1952: Tony Anthony
- 1953: William Collins
- 1954: John Houston
- 1955: Frank Davis
- 1956: Frank Davis
- 1957: Denny Moyer
- 1958: Denny Moyer
- 1959: Wilbert McClure
- 1960: Wilbert McClure
- 1961: Bobby Pasquale
- 1962: Roy McMillan
- 1963: Johnny Howard
- 1964: Toby Gibson
- 1965: C. Williams
- 1966: Johnny Howard
- 1967: Arthur Davis
- 1968: William Beeler
- 1969: Larry Carlisle
- 1970: Jesse Valdez
- 1971: Billy Daniels
- 1972: Henry Johnson
- 1973: Dale Grant
- 1974: Jerome Bennett
- 1975: Charles Walker
- 1976: J.B. Williamson
- 1977: Clint Jackson
- 1978: J.B. Williamson
- 1979: Jeff Stoudemire
- 1980: Donald Bowers
- 1981: James Rayford
- 1982: Dennis Milton
- 1983: Frank Tate
- 1984: Kevin Bryant
- 1985: Tim Littles
- 1986: Michael Moorer
- 1987: Joe Bir
- 1988: Frankie Liles
- 1989: Chris Byrd
- 1990: Paul Vaden
- 1991: Raúl Márquez
- 1992: Robert Allen
- 1993: Wayne Blair
- 1994: Jesse Aquino
- 1995: Jeffrey Clark
- 1996: David Reid
- 1997: Darnell Wilson
- 1998: Darnell Wilson
- 1999: Darnell Wilson
- 2000: Anthony Hanshaw
- 2001: Sechew Powell
- 2002: Jesus Gonzalez